# Rodésia e as armas de destruição em massa
Apesar de muitos outros países terem possuído programas de armas químicas e biológicas, a Rodésia foi um dos poucos países conhecidos por terem usado agentes químicos e biológicos. O programa teve início no final da prolongada luta contra o crescimento da insurgência nacionalista africana no final da década de 1970. O esforço surgiu como resultado da deterioração da situação de insegurança em que se desenvolveu a seguinte a independência de Moçambique do jugo colonial português. Em abril de 1980, a ex-colônia se tornou o país independente do Zimbábue.

## Origem
O projeto foi ideia do Professor Robert Symington, que chefiou o programa na Universidade da Rodésia ( Escola de Medicina Godfrey Huggins). Supostamente, ele  apresentou a ideia ao Ministro da Defesa, P. K. van der Byl, que defendeu que o Primeiro-Ministro de Ian Smith. O Primeiro-Ministro, em consulta com a seu gabinete de guerra—delegou a responsabilidade para a Central Intelligence Organisation (CIO), e a execução foi atribuída para o Ramo Especial dos Selous Scouts. Apesar de que eles estavam cientes da existência do programa, a extensão total em que a liderança política e militar foi envolvida não é clara, devido à falta de material documentado ou testemunhas.
O papel do Ministro da Defesa P. K. van der Byl foi fundamental na iniciativa, os esforços quase certamente começaram antes de van der Byl ser removido de sua função em 9 de setembro de 1976. A proposta de um programa de armas químicas e biológicas proposto por Symington surgiu então,provavelmente,  a partir de meados e 1975 até primeira metade de 1976, mas a data exata para o início do programa,não é clara. Uma vez autorizado, as  experiências no forte dos Selous Scouts em  Bindura  data de algum momento em 1976, e as operações, quase certamente começaram pelo final de 1976. Por esse tempo, Symington havia recrutado um número de voluntários da Universidade da Rodésia para trabalhar no projeto. De acordo com membros da equipe, eles começaram a envenenar roupas em abril de 1977, e contaminar os alimentos, bebidas e medicamentos em Maio/junho de 1977. Eles também afirmaram que o projeto não terminou até o final de 1979.
O chefe de operações do CIO Ken Flor estava certamente ciente das atividades, tendo recebido relatórios quinzenais de seu funcionário encarregado do programa de Michael "Mac" McGuinness. Os ofirciais da Polícia Britânica para a África do Sul (BSAP) primeiro Sherren e, mais tarde, Allum, todos foram informados sobre os esforços, e pelo menos Sherren tomou medidas para garantir que o programa permanecesse secreto. Em 1977, McGuinness, informou ao Combined Operations (COMOPS) comandado pelo Tenente General Pedro Paredes sobre o programa.

## O Programa
Os participantes do programa confirmaram que em pequena escala, o programa existia, apesar de muitos detalhes que, provavelmente, nunca serão totalmente revelados.[carece de fontes?]

.Iniciadas  a partir de algum momento em 1978, algumas dos mais sensíveis atividades,incluindo a experimentação em seres humanos,foram feitas no Monte Darwin.
Os produtos químicos mais utilizados no programa foram Paration (um insetisada organofosforado ) e tálio (um metal pesado, comumente encontrado em rodenticide) provavelmente porque estes compostos foram prontamente disponíveis na Rodésia e eram relativamente baratos. Entre os agentes biológicos, os selecionado para uso incluíd foram a Vibrio cholerae (agente causador da cólera) e, possivelmente,o  Bacillus anthracis (agente causador do antraz). Eles usaram o Rickettsia prowazekii (agente causador da epidemia de tifo) e a Salmonella tifo (agente causador da febre tifóide , febre), e toxinas, tais como a ricina e a toxina botulínica.

## Finalidade
Embora não existam muitas informações disponíveis sobre o programa, o que é incontestável é que seu objetivo principal era matar guerrilheiros em Moçambique ou guerrilheiros que operavam dentro da Rodésia. O programa foi usado na guerrilha ameaça a partir de três frentes. Primeiro, o esforço visando a eliminar a guerrilha que operava dentro da Rodésia através de produtos contaminados fornecidos pelo contato com os homens, roubado lojas de zona rural. Uma segunda ordem era interromper as relações entre os moradores e a guerrilha.Em plano os rodésianos trabalharam para contaminar o abastecimento de água ao longo da infiltração da guerrilha na rodésia, forçando a guerrilha a viajar através de regiões áridas levando mais água e menos munição ou viajar através de áreas patrulhadas pelas forças de segurança. Finalmente, os rodésianos tentaram matar os guerrilheiros em seus refúgios por envenenamento de alimentos, bebidas e medicamentos.

## Divulgação
O Ramo Especial também abastecia mercadorias contaminadas nas lojas da zona rural sabendo que os grupos de guerrilha, provavelmente assaltariam essas lojas. Durante operações externas, acrescentaram alimentos contaminados e suprimentos médicos nos acampamentos militares.

## Eficácia
Alguns oficiais acreditavam que o uso de armas biológicas poderia ter sido decisivo, dada a sua eficácia, durante a guerra. O programa resultou em, pelo menos, 809 registro de mortes, mas a contagem real, quase certamente, foi bem mais de 1.000.